# Edifici al raval de Santa Anna, 54
L'Edifici del raval de Santa Anna, 54 o Ràdio Reus, és un habitatge del municipi de Reus (Baix Camp) inclòs en l'Inventari del Patrimoni Arquitectònic de Catalunya com a Bé Cultural d'Interès Local.

## Descripció
La planta baixa, en els anys vuitanta, l'ocupava l'emissora local de "Ràdio Reus" i la "Cadena Ser". A l'edifici hi ha tres plantes més que són d'habitatges. Entre la primera i segona planta, en el centre i en el mateix eix de simetria de l'edifici, hi ha estuc, que està envoltat per un esgrafiat finíssim. A dalt també hi ha un esgrafiat amb un dibuix que representa a dues persones, possiblement pescadors portant una xarxa. La façana queda rematada per una cornisa que descansa en setze mènsules petites i un mur que ja correspon a la coberta. Hi ha dos balcons independents per planta. El ferro forjat corresponent a les baranes és molt senzill.

## Història
Ràdio Reus va néixer el 1924 i emetia en un primer moment des del Centre de Lectura. Després passà a aquesta casa del raval de santa Anna. Vinculada posteriorment a la Cadena SER, es traslladà al carrer de Tomàs Bergadà, des d'on emet actualment.